# Lagoa Seca (Paraíba)
Lagoa Seca é um município brasileiro localizado na Região Metropolitana de Campina Grande, estado da Paraíba. Sua população em 2020 foi estimada pelo IBGE (Instituto Brasileiro de Geografia e Estatística) em 27.617 habitantes, distribuídos em 109 km² de área.

## História
A origem do nome Lagoa Seca é permeada por várias versões, a mais precisa é atribuída à existência de um engenho com essa denominação, de propriedade do Coronel Vila Seca. Como homenagem ao Coronel surgiu o nome da cidade Lagoa Seca. Em uma versão popular um fato ocorrido na Rua João Lourenço Porto, onde existia uma lagoa, que se encontrava sempre seca originou o nome. Certo dia uma mulher bem vestida escorregou na lagoa e exclamou: "Como pude escorregar em uma lagoa seca!". Os comentários se propagaram na região, batizando o município.
Os primeiros habitantes de Lagoa Seca foram os índios "Bultrins". O início de sua povoação se deu em outubro de 1929, e teve como fundador Cícero Faustino da Silva. Sua elevação à categoria de vila ocorreu em 1933, período no qual foi nomeada de "Vila de Ipuarana" (origem indígena) IPU=lagoa e ARANA=ruim, seca. Surge daí mais uma versão para o nome do município. A cidade também já foi chamada de Lama da Gata e Tarimba.
Entre 1939 e 1940, frades Franciscanos procedentes da Alemanha, Lamberto Hotting, Pedro Westerman e Manfredo Ponterburg construíram um grande seminário, hoje Colégio Seráfico de Santo Antônio (Convento Ipuarana), dando impulso à formação da vila.
O distrito foi criado em 1934 e o município desmembrou-se de Campina Grande com sua emancipação política em 4 de janeiro de 1964. A cidade possui os seguintes distritos: Chã do Marinho, Floriano, São Pedro (Campinote), Alvinho e Jenipapo.

## Geografia
De acordo com o IBGE (Instituto Brasileiro de Geografia e Estatística), no ano de 2020 sua população era estimada em 27.617 habitantes. Localizada no Planalto da Borborema, possui altitude média de 640m. A cidade é limitada pelos municípios de Campina Grande, Massaranduba, Matinhas, São Sebastião de Lagoa de Roça, Montadas, Puxinanã e Esperança (apenas 100 m. de limite).
| Dados climatológicos para Lagoa Seca  | Dados climatológicos para Lagoa Seca | Dados climatológicos para Lagoa Seca | Dados climatológicos para Lagoa Seca | Dados climatológicos para Lagoa Seca | Dados climatológicos para Lagoa Seca | Dados climatológicos para Lagoa Seca | Dados climatológicos para Lagoa Seca | Dados climatológicos para Lagoa Seca | Dados climatológicos para Lagoa Seca | Dados climatológicos para Lagoa Seca | Dados climatológicos para Lagoa Seca | Dados climatológicos para Lagoa Seca | Dados climatológicos para Lagoa Seca |
| Mês                                   | Jan                                  | Fev                                  | Mar                                  | Abr                                  | Mai                                  | Jun                                  | Jul                                  | Ago                                  | Set                                  | Out                                  | Nov                                  | Dez                                  | Ano                                  |
| ------------------------------------- | ------------------------------------ | ------------------------------------ | ------------------------------------ | ------------------------------------ | ------------------------------------ | ------------------------------------ | ------------------------------------ | ------------------------------------ | ------------------------------------ | ------------------------------------ | ------------------------------------ | ------------------------------------ | ------------------------------------ |
| Precipitação (mm)                     | 63,9                                 | 76                                   | 109,5                                | 126,6                                | 134                                  | 166,9                                | 158,4                                | 94                                   | 44,7                                 | 18,1                                 | 20,1                                 | 25,8                                 | 1 037,6                              |
| Fonte: Atlas Pluviométrico da Paraíba |                                      |                                      |                                      |                                      |                                      |                                      |                                      |                                      |                                      |                                      |                                      |                                      |                                      |

## Turismo

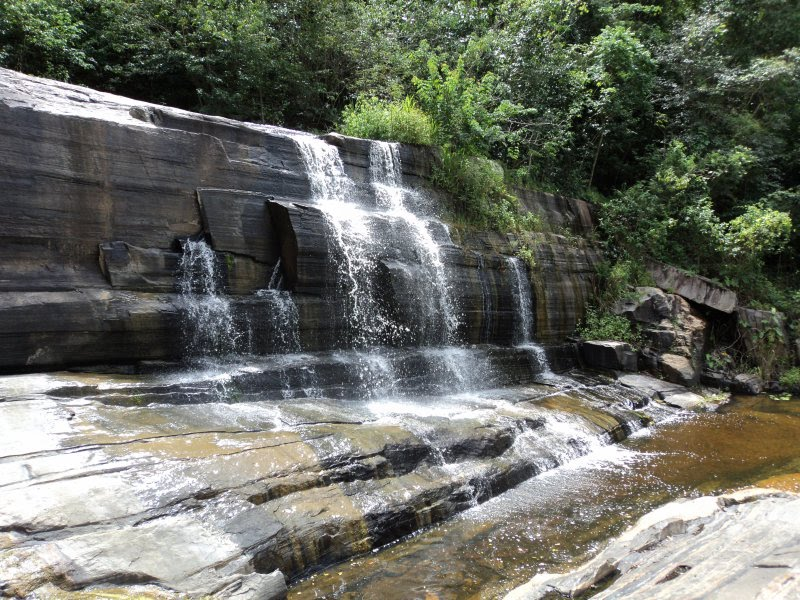
Cachoeira do Pinga

A imagem da Virgem dos Pobres está situada na entrada da cidade, para onde convergem, em romaria, inúmeros fiéis nos domingos e dias santificados.
Os eventos religiosos destacam-se como uma importante manifestação cultural e turística. A principal festa da cidade é a da padroeira Nossa Senhora do Perpétuo Socorro realizada no dia 15 de agosto. No dia 13 de junho ocorre a tradicional procissão de Santo Antônio, e em 4 de outubro a procissão de São Francisco.
Lagoa Seca é conhecida por suas famosas casas de shows, a Vila do Forró e o Vale do Jatobá atraem inúmeros turistas.
Um dos atrativos naturais de Lagoa Seca é a Cachoeira do Pinga, no limite com o município de Matinhas. Há ainda no Sítio Amaragi um sítio arqueológico com arte rupestre, contendo marcas nas pedras muito semelhantes às encontradas na pedra do Ingá, na Paraíba, fazendo supor alguma ligação entre os povos de ambas as regiões.

## Artesanato
O artesanato local é conhecido pela arte em madeira, couro, renda e estopa. Com destaque para a vultuosa produção de artesanato baseada em estopa.

## Economia
Entre as diversas atividades econômicas na economia do Município predomina o cultivo de produtos Hortifrutigranjeiros (tendo como destaques a laranja, a banana e o chuchu) e a avicultura.
Na agropecuária a criação de bovinos, suínos e ovinos fortalece a economia local. A indústria de farinha de Manoel Pereira é a principal base da atividade industrial na cidade.
No comércio a farinha de mandioca, a batatinha, o frango para o abate, as frutas e verduras são distribuídas para a região. A feira realizada nos fins de semana comercializa os mais variados produtos, servindo de elo de ligação comercial entre Lagoa Seca e cidades vizinhas.

### Serviços
O município possui três postos de gasolina, várias mercearias e bares, salões de beleza, sete farmácias sendo duas veterinárias, papelarias, casas de jogos eletrônicos e de acesso à internet, panificadoras, lojas e diversos pontos comerciais.
A cidade conta ainda com consultórios odontológicos particulares, um escritório da EMATER, EMEPA, um posto da ENERGISA, um posto de serviço da CAGEPA, uma agência do Banco do Brasil, Bradesco, Correios e outros estabelecimentos prestadores de serviços.

## Religião

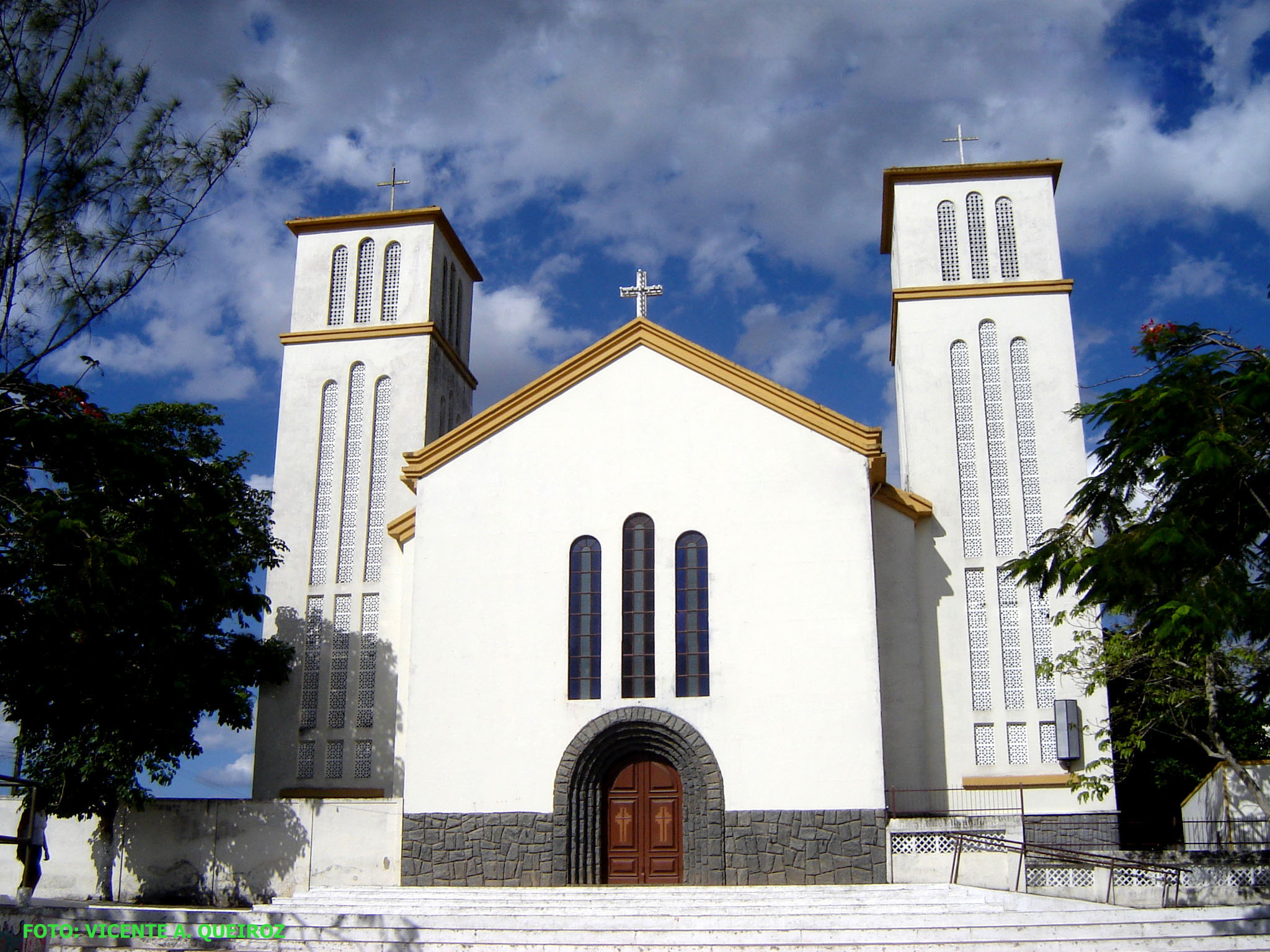
Matriz Nossa Senhora do Perpétuo Socorro
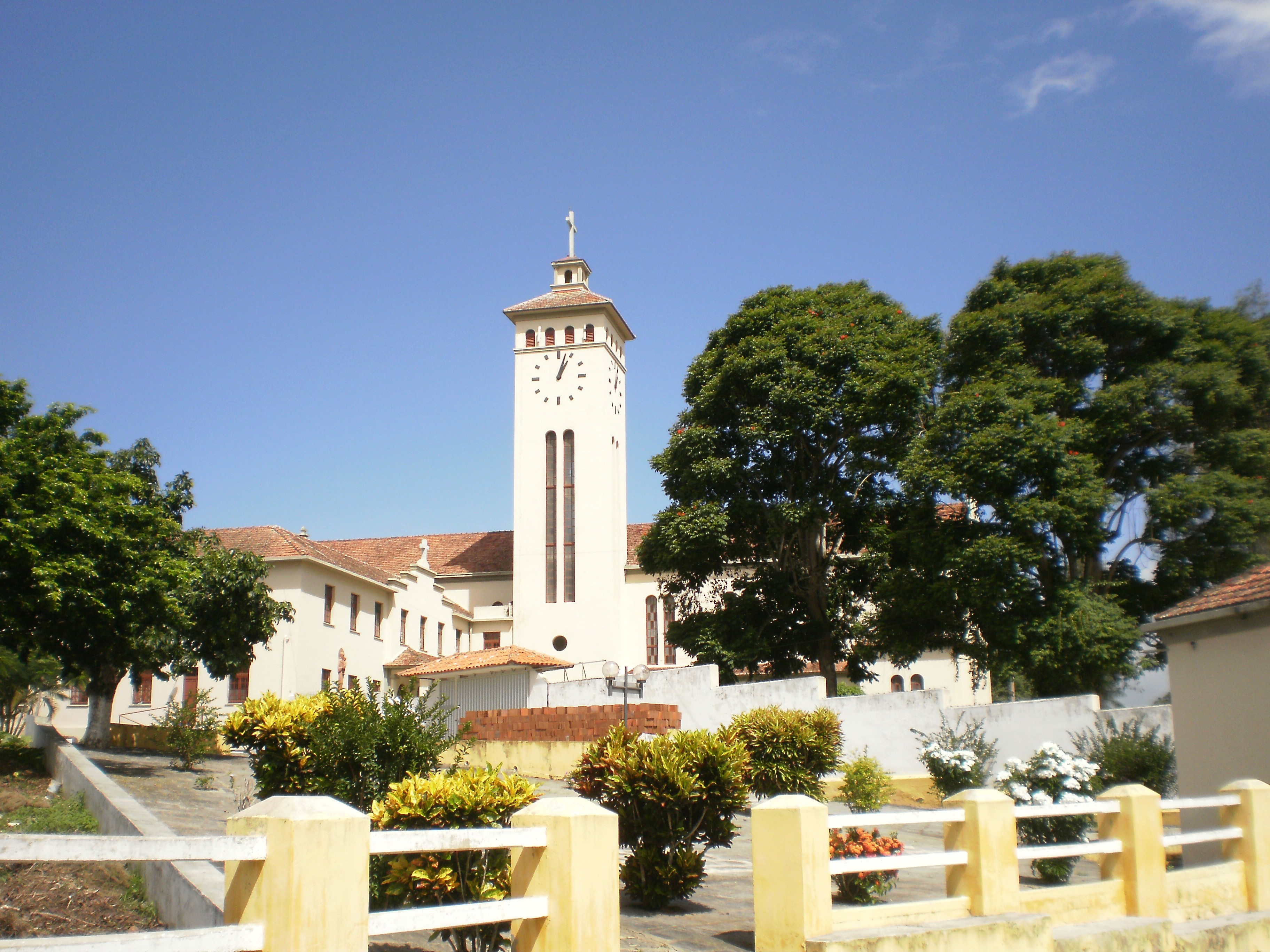
Convento Ipuarana
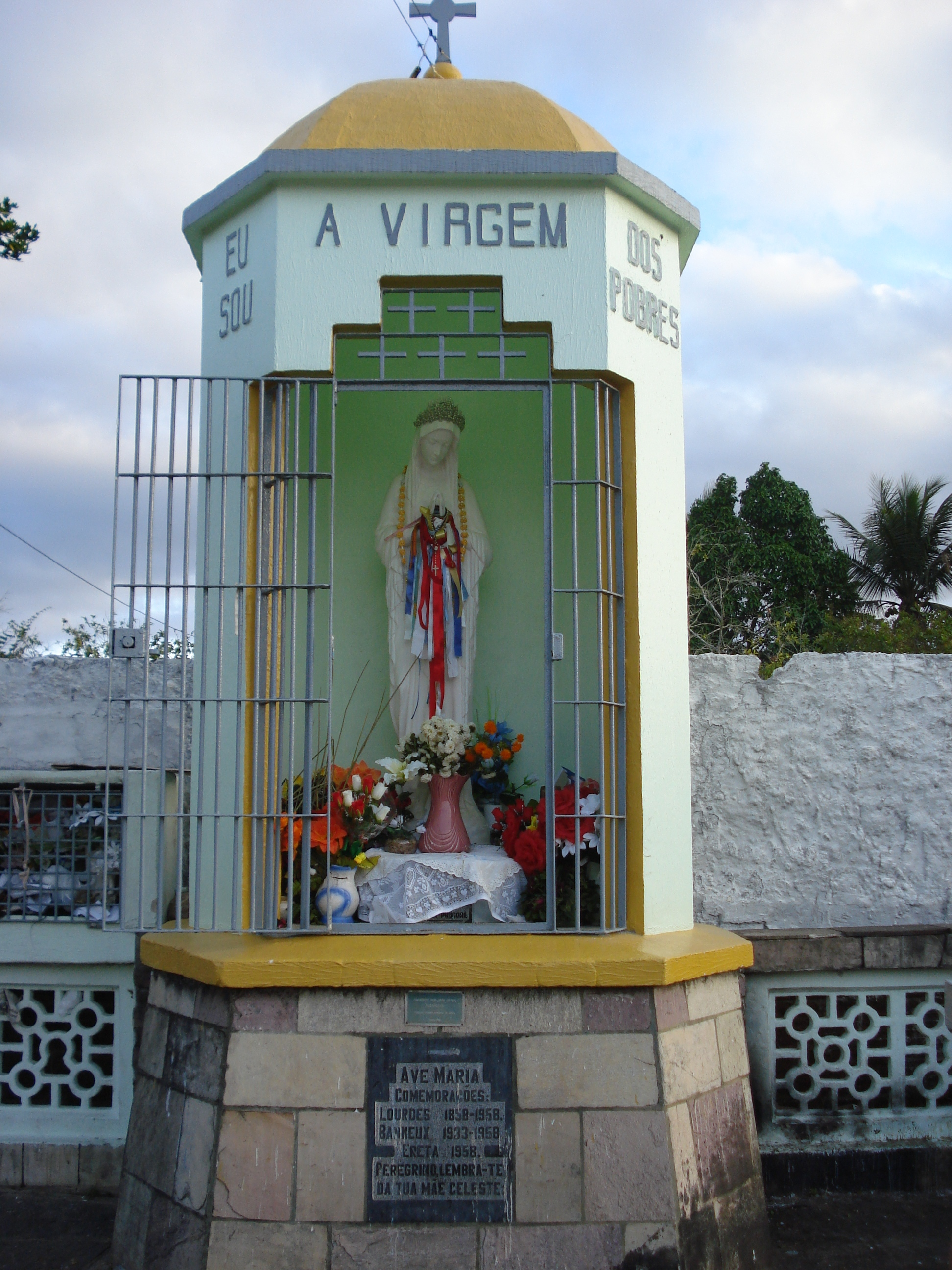
Gruta da Virgem dos Pobres

A religião predominante na cidade é o Catolicismo, seguido pelo Protestantismo em diversas denominações. Porém, na cidade também existe uma igreja do Santo Daime e uma da União do Vegetal, ambas religiões tendo como característica o consumo da Ayahuasca.

## Educação, cultura e desporto
Existem em Lagoa Seca 33 escolas municipais com um total de 4.527 alunos no Ensino Fundamental. Há uma unidade de ensino estadual de ensino fundamental e médio nas quais estudam 1.588 alunos. Há também cinco escolas particulares com um total de 700 alunos.
O ensino fundamental além das 33 escolas municipais é ministrado na Escola de 1º grau Cumbe, no Lar do Garoto Padre Ótavio Santos (supletivo), na Escola Estadual Francisca Martiniano da Rocha e em seis escolas particulares, com um total de 4.739 alunos nesta fase.
No município há as seguintes instituições escolares privadas: Sociedade Educacional Novo Horizonte, Núcleo Educacional Cecília Meireles, Colégio São Luis, Colégio Santa Rita, Colégio Virgem dos Pobres e Colégio Ágape.
O ensino médio conta com a Escola Estadual Francisca Martiniano da Rocha com um total de 915 alunos nessa fase.
O município sedia o CAMPUS II da Universidade Estadual da Paraíba, o Centro de Ciências Agrárias e Ambientais (CCAA) onde é ministrado um curso de habilitação em Técnico de Agropecuária e Bacharelado em Agroecologia.
Atualmente com a rede Pública e Privada o município de Lagoa Seca conta com um total geral de 6.010 alunos distribuídos entre todas as séries.
Outros projetos estão em fase de elaboração como o Complexo Agroindustrial do Campus II da UEPB de Lagoa Seca, denominado “Unidade de processamento de carnes, leite, frutas, castanhas de caju e destilados de vinho, vinagre e cachaça da Escola Agrícola Assis Chateaubriand”. Não só os alunos (mais de 300 a cada semestre), mas também os pequenos agricultores e criadores da região e de 15 municípios circunvizinhos serão beneficiados com a instalação da Agroindústria em Lagoa Seca, visto que garantirão a comercialização de seus produtos em várias épocas do ano.
Como Projetos Culturais temos coral, duas bandas marciais, uma biblioteca, e vários importantes eventos culturais como as festas religiosas da cidade.

### CMCJ
Dia 17 de agosto de 2009 aconteceu a cerimônia de inauguração do Centro Marista Circuito Jovem de Lagoa Seca. Na ocasião foi assinado o documento de parceria entre a prefeitura Municipal e o Marista UBEE - UNBEC Social.
O projeto sócio-educativo tem os objetivos de acolher crianças, adolescentes e jovens que vivem em situação de risco e/ou vulnerabilidade pessoal e social, ampliar o horizonte de expectativas desses educandos através de medidas sócio-educativas e fortalecer os espaços de interação e protagonismo infanto-juvenil por intermédio de atividades artístico-culturais.